# Empoasca afrolabes
Empoasca afrolabes är en insektsart som beskrevs av David D. Gillette. Empoasca afrolabes ingår i släktet Empoasca och familjen dvärgstritar. Inga underarter finns listade i Catalogue of Life.